# Болгарская католическая литература
Католическая школа литературы, или католическая литература в Болгарии является частью болгарской литературы. Исторически возникает с католической пропагандой на болгарских землях в XVII веке .
Эта литература включает религиозные литературные произведения и литературные произведения на светские темы, написанные болгарским католическим духовенством. В ее основе лежит католическая пропаганда, но значительная часть ее литературных произведений выходит за ее рамки и занимает достойное место в болгарской национальной литературе.
Католическая литература восходит к XVII веку. Хронологически школа делится на несколько частей — Чипровская литературная школа, Павликянская литература, послеосвободительная литература и современная католическая литература и информация.

## Чипровская литературная школа
Наиболее выдающимися представителями Чипровской литературной школы являются Петр Богдан, Филип Станиславович, Крыстю Пейкич, Яков Крайков и Яков Пеячевич, авторы переводов и оригинальных работ. Большинство их работ написаны на латыни. По словам отца Петра Богдана, в 1640 году в католическом монастыре в Чипровцах жили епископ Софийский, его помощник, десять священников, четыре послушника, а также ученики школы, приехавшие из разных уголков страны — всего 30 детей. В монастыре также находится большая библиотека. После Чипровецкого восстания литературная школа продолжала свою деятельность за рубежом.
Вершиной чипровской школы считается первая болгарская печатная книга Филиппа Станиславова «Абагар», напечатанная 8 мая 1651 года в Риме, и первая «История Болгарии» Петра Богдана, написанная за столетие до Паисиева и озаглавленная "О древней земле отечества и о болгарских вещах ". Петр Богдан является автором других книг на исторические темы, таких как «История Охрида — столицы Болгарии», «Хроника Свято-Моравской миссии при Св. Св. Кирилл и Мефодий», «Призренская епископския» и другие. Два латинских перевода принадлежат Петру Богдану «Размышления о знаменитом святом Бонавентуре для страстей Господних» и «Поклонение небесам», обе изданные в Риме.
В XVIII веке Якоб Пеячевич, Крыстю Пейкич и другие католические священнослужители также напечатали богословские, философские и исторические работы. Крыстю Пейкич опубликовал в 1716 году на болгарском «Зеркало истины», которая позже была опубликована на латыни. Это богословская работа, в которой рассматриваются отношения между восточной и западной церквями, но также затрагиваются моменты из истории болгарского народа. В своем эссе «Мусульманская догматика …», опубликованном в 1717 году, он отверг мусульманское учение. В своей работе «Конкордия», опубликованной в 1730 году, Пейкич рассматривает католическую догму и подчеркивает католическое превосходство над восточным православием. Профессор Яков Пеячевич пишет на латыни труд «География», описывая Европу, Азию, Америку, но наиболее подробно Балканы. В конце XVIII в. Профессор Франц Пеячевич написал «История Болгарии» с приложенными картами, которая была издана после его смерти.
Многие из отчетов епископов об их епархиальных турах, по сути, являются сообщениями о путешествиях по болгарским епархиям. Большая часть произведений Чипровской литературной школы была составлена для информирования Рима о состоянии католицизма на болгарских землях с использованием трех языков (латинского, итальянского и болгарского) в двух алфавитах (кириллице и латыни).
Со стандартизацией нового болгарского языка в XIX веке прямым отголоском и преемником литературной школы была литература на банатско-болгарском языке в Воеводине. Традиция, существовавшая с XVII века, сохранилась в этом литературном стандарте благодаря просвещению на славяносербском языке .

## Павликянская литература
Павликянская литература включает в себя произведения католических писателей, написанных на павликянском говоре, и религиозные произведения болгарских католических священников павликянского происхождения. Эти работы в основном распространялись в павликянских селах Пловдива.
Ведущие павликянские писатели это Павел Гайдаджийский (Дуванлия) и Петр Ковачев (Царски) в XVIII веке и Яко Яковский, Иосиф Арабаджийский и Эдуард Валпа в XIX веке. Исследованием павликянской литературы занимался известный болгарский ученый, доктор Любомир Милетич. Произведения написаны на павликянском диалекте в латинском алфавите. Некоторые произведения павликянских писателей, такие как молитвенники, были написаны для использования мирянами в Болгарии. Одна из книг Яко Яковского использовалась как домашний букварь павликянского населения Пловдива. Эдуард Валпа составил обширный итальянско-болгарский и болгарско-итальянский словари. Он написал «Болгарскую грамматику на итальянском языке», «История болгарского народа», «Краткая история католической миссии в Пловдиве». Многие произведения Павла Дуванлия написаны на болгарском языке. Наиболее ценной из них является книга «Духовные песни».
В 1862 году учитель латыни Андрей Пастори издал в Пловдиве первый болгарский учебник итальянского языка.

## Послеосвободительная литература
Освобождение Болгарии совпадает с избранием Льва XIII папой 20 февраля 1878 года. Это меняет отношение Ватикана к христианам на Балканах. Улучшение политических условий католических общин, построение католической иерархии и объединение восточного и западного христианства являются одними из приоритетов нового папы. Так после освобождения болгарская католическая литература попала под влияние возникновения католической церкви в Болгарии. Католические институты страны продолжают возникать один за другим.
Католическое образование добилось наибольшего прогресса. Основная заслуга в этом принадлежит ассумпционистам и иосифинкам. Школы, семинары и колледжи доступны не только для католиков. Благодаря автономному статусу Восточной Румелии католики из южной Болгарии имеют доступ к Институту Капуцинов в Сирме, семинарии в Эдирне и Константинополе. Восточный институт, первоначально в Сирме, Турция, играл важную роль в образовании болгарских капуцинов после войны в Риме. Французские колледжи и латинские семинары привлекают учителей из Франции и Италии. В первые послевоенные годы начали массово расти католические образовательные компании.
После освобождения и до переворота 9 сентября в 1944 году спектр изданных произведений широк и разнообразен: от учебников для I—IV отделов католические школ, подготовленных отцами-учителями — Георги Гиев, Франц Пычев, Иосиф Гроздев и Aнтон Карагёзов — в первой болгарской католической (начальной) Андреевской школе, одобренных Министерством образования в 1928 году, и богатых и разнообразных публикациям в периодических изданиях и до научных работ по теологии и философии на болгарском языке, таким как монография Козмы Гюлова «Подумайте о страданиях Иисуса Христа», опубликованной в Софии в 1943 году комитетом «Добър печат».
В первом десятилетии XX века в Сливене ассумпционист отец Герман Рейдон отредактировал и издал первый католический журнал «Поклонник» (с приложением «Животът на Светците»), который после войны публиковался в Пловдиве. В 1912 году отец Райдон начал издавать журнал «Вяра и Наука». Статьи в журнале были переводными и оригинальными, посвящены религиозно-философским темам, хроникам, биографиям выдающихся католиков и святых и т. д. Сотрудниками отца Рейдона по журналу являются священники и миряне со всей страны, такие как Методий Устичков, Вартоломей Шишков и др.
Самую важную роль для объединения католиков в стране играет католическая пресса, которая процветала между двумя мировыми войнами. В 1917 году вышел первый номер календаря "Св. Святой Кирилл и Мефодий ", изданного на немецком языке приходским священником Альбертом Эгером . Со второго номера в 1919 году он издается на болгарском языке и публикуется как ежегодный альманах вплоть до 1950 года. Помимо церковного календаря для западных и восточных обрядов, в сборнике печатается религиозные рассказы и стихи, обзоры внутренних и международных политических событий и ценных исторических и актуальная сведения о жизни католиков в Болгарии.
Издательство «Добър печат» имеет бесспорную заслугу с исключительным отзвуком в духовной жизни католиков в Болгарии. Его издания — еженедельник «Истина», ежегодный календарь "Св. Кирилл и Мефодий и десятки книг были очень хорошо приняты католическим населением. Главную роль играет капуцин Дамян Гюлов. По его инициативе 3 и 4 августа 1921 года представители ордена, мирского духовенства и мирян трех епархий собрались в Софии. Сборник, который называется «Първи конгрес на добрия печат», по сути ставит целью создание литературы, которая противопоставляет христианским идеям идеи коммунизма, фашизма, атеизма, которые вторгаются и устанавливаются в сфере культуры и политики.
Издание «Добър печат» не только консолидируют католическую общину в Болгарии, но и играет важную роль в ее лучшей интеграции в болгарское общество. На страницах вестника «Истина» (публиковался между 1924 и 1949 гг.) содержится информацию по многим церковно-историческим и богословским вопросам, которые особенно сильно поднимают вопрос об идентичности болгарского католика. Под руководством отца Дамяна Гюлова газета стала настоящей трибуной как для самых наболевшим проблемам общества, так и для жизни в болгарском обществе.
Впервые в издании календаря 1936 года была предпринята попытка систематизировать болгарскую католическую литературу по епархиям и ритуалам. 123 названия присутствуют в этом выпуске. В выпуске «Календаря» за 1938 год этот список дополняется еще сотней названий.

## Упадок при социализме
После переворота 9 сентября в 1944 году иностранные миссионеры и преподаватели французских колледжей были вынуждены покинуть Болгарию. Колледжи были закрыты. Газета «Истина» и католический календарь «Св. Кирилл и Мефодий» были остановлены. Только болгарское католическое духовенство, оставшееся за пределами страны, продолжает выпускать, но в основном богословские и религиозные книги на латыни, французском, итальянском или английском языке. В 1980-х годах профессор Георгий Эльдаров основал в Риме Болгарский католический литературный архив им. Абагара, в котором он пытался собрать болгарскую литературу (не только католическую) за рубежом.
В последние годы тоталитаризма единственное католическое издание в Болгарии — это католический календарь (в карманном формате 20-32 страницы) с новогодним (а не рождественским) обращением Папы к болгарским католикам. В этот период Ватиканское радио было единственным средством информации.
Существуют и исключительные случаи как, например, с отцом Петром Сарийским. В области науки он сотрудничает с Великотырновским университетом «Св. Св. Кирилл и Мефодий», где переводит с итальянского и латинского языков документы и источники, связанные с болгарской историей. Работы архимандрита Купена Михайлова и архимандрита Велика Вичева того периода не опубликованы. Купен Михайлов также участвовал в подготовке вместе с учеными БАН неопубликованного сборника по тематике Кирилла и Мефодия, а Велич Вичев помогал профессору Николаю Генчеву в написании его работ.

## Современное состояние
В декабре 1991 года вышел продолжитель идей «Истины» — газета «Истина-Veritas». Несколькими месяцами ранее была основана газета «Абагар» . Эти периодические издания начинают информировать католиков в Болгарии о важных событиях в католической церкви и о событиях в мире глазами католической церкви, публиковать исторические и богословские статьи. Газета «Абагар» перестает выходить в 2011 году, а последний номер «Истина-Veritas» выходит в декабре 2017 года.
Католические учреждения — церкви и монастыри — используют информационные технологии, в основном свои собственные веб-сайты и страницы в социальных сетях для информирования мирян о важных событиях в жизни католической церкви и приходов. В некоторых приходах в церкви при церкви действуют веб-камеры активные во время службы.
Католическая церковь в Болгарии имеет информационный сайт — www.catholic-bg.org с разделами Новости, Святой престолом, Церковью в Болгарии, вестник «Истина», Община, Общественной деятельностью, Катехизис, История, Издания, Ссылки, Видео (в прямом эфире) и Радио Ватикана, поддерживает болгарский раздел своего сайта.
Книжный магазин христианской литературы «Анджело Ронкалли» был открыт в Софии.